# Ernst Müller-Troschel
Ernst Müller-Troschel (* 8. Dezember 1926 in Kolberg; † 27. August 2021 in Koblenz) war ein deutscher Arzt und ehemaliger Sanitätsoffizier der Bundeswehr. Mit seinem Ausscheiden und dem Ausscheiden von Generalleutnant Werner Lange, beide im Jahr 1989, verließen die letzten Angehörigen der Wehrmacht die Bundeswehr.

## Leben
Ernst Müller-Troschel war als Flottenarzt von Oktober 1981 bis März 1984 Chefarzt des ehemaligen Bundeswehrkrankenhauses Hamm. Anschließend war er als Admiralarzt bis zu seiner Verabschiedung zum 31. März 1989 Chefarzt des Bundeswehrzentralkrankenhauses Koblenz.
Am 25. September 2006 wurde ihm für sein Engagement bei der Soldatentumorhilfe Koblenz das Ehrenkreuz der Bundeswehr in Gold verliehen.